# Bisbrooke
Bisbrooke – wieś w Anglii, w hrabstwie Rutland. Leży 10 km na południe od miasta Oakham i 127 km na północ od Londynu. W 2001 miejscowość liczyła 211 mieszkańców.